# Уильямс, Роджер (теолог)
Роджер Уильямс (англ. Roger Williams; около 21 декабря 1603, Лондон[…] — 1 апреля 1683 или не ранее 27 января 1683 и не позднее 15 марта 1683[…], Провиденс[…]) — английский и американский протестантский теолог, один из первых сторонников свободы вероисповедания и секуляризма.

## Биография
Родился в Лондоне в семье портного, подростком был учеником известного юриста Эдварда Кока, окончил Кембриджский университет, принял сан священника, но, недовольный условиями религиозной жизни в Англии, перебрался в 1631 году в Плимутскую колонию, где занял должность священника у индепендентов. Основной идеей его проповедей было отделение государства от церкви, свобода для всех вероисповеданий, полное равноправие для иудеев, еретиков и индейцев.
За эти проповеди Уильямс подвергся гонению со стороны индепендентов. Он был осуждён на изгнание и, избегая ареста, в январе 1636 года был вынужден в мороз бежать из Салема в непроходимый лес. После скитаний он набрёл на индийское племя вампаноагов, у которого он нашёл убежище и вскоре приобрёл всеобщее уважение и любовь этих индейцев. Спустя долгие месяцы скитаний Уильямс со своими сторонниками достиг берегов Нарагенсетского залива, где основал поселение, которое назвал Провиденс (сейчас это столица штата Род-Айленд). Оно стало убежищем для анабаптистов, квакеров и других, которых преследовали из-за их веры. В 1644 году английские власти дали согласие на основание колонии Род-Айленд.
В 1638 году Уильямс стал баптистом и крестился в баптистской церкви. Вместе с Джоном Кларком Уильямс считается основателем баптистской церкви в Америке.
Уильямс никогда не занимал церковные должности в Провиденсе, занимался сельским хозяйством и торговлей. Уильямс изучал языки индейцев и был одним из первых аболиционистов в Северной Америке, но во время Войны Короля Филипа (1675—1676 годы) индейцы сожгли Провиденс, в том числе и дом Уильмса.
В 2012 году было объявлено о расшифровке записей, сделанных Уильямсом на полях книги «Эссе о примирении различий между христианами» («An Essay Towards the Reconciling of Differences Among Christians»). Тексты эти содержат довольно смелые мысли, в частности, Уильямс заявляет, что индейцы были крещены насильно и путём обмана. Вообще критике таинства крещения посвящён основной массив расшифрованных записей. Также Уильямс комментировал современные ему медицинские и географические труды.